# Margin Valuation Adjustment
Margin valuation adjustment, förkortat MVA utgör en del av priset på ett derivatinstrument och motsvarar den finansieringskostnad som uppkommer genom att säljaren av derivatet måste posta den typ av kollateral som kallas initial margin. Initial margin utgör en kostnad eftersom pengarna måste deponeras på ett konto hos en tredje part och därför inte ger någon avkastning.
Basel-kommittén publicerade i mars 2015 den slutgiltiga versionen av det regulatoriska ramverket Margin Requirements for Non-Centrally Cleared Derivatives, som innebär att initial margin blir ett krav för alla derivataffärer som inte sköts via ett Central Clearing Counterparty (CCP). Reglerna förväntas träda i kraft i september 2016, dock enbart för nya affärer. Förväntningen är att MVA kommer att vara den typ av xVA som dominerar berörda affärer, eftersom CVA och KVA kommer att minska kraftigt som en följd av det större kollateralet.

## Kostnadsberäkning
Finansieringskostnaden för initial margin vid tidpunkten {\displaystyle {t_{0}}} ges av
{\displaystyle \mathrm {FVA} _{IM,t_{0}}=\mathbb {E} \left\lbrack \int _{t_{0}}^{T}(r_{t}+s_{t})\cdot DF_{t_{0},t}\cdot IM_{t}\cdot dt\right\rbrack }
där
- T är löptiden
- {\displaystyle \mathbb {E} } är väntevärdet
- {\displaystyle {r_{t}}} är den riskfria räntan
- {\displaystyle {s_{t}}} är aktörens eget funding spread, alltså skillnaden mellan den riskfria ränta och den faktiska ränta som aktören kan låna till
- {\displaystyle DF_{t_{0},t}} är den riskjusterade diskonteringsfaktorn mellan tiderna {\displaystyle t_{0}} och T
- {\displaystyle IM_{t}} är initial margin med motparten vid tiden t

För att beräkna MVA krävs en Monte Carlo-simulering där initial margin beräknas i varje tidssteg i varje scenario. Initial margin är i sig en Monte Carlo-simulering, vilket innebär att MVA ställer mycket höga krav på beräkningskapacitet.